# Tim Roth
Timothy Simon Roth ( /ˈrɒθ/ ; sinh ngày 14 tháng 5 năm 1961) là một diễn viên và nhà sản xuất phim người Anh. Ông thuộc nhóm diễn viên nổi tiếng tại Anh được mệnh danh là "Brit Pack".
Tim Roth được đề cử giải BAFTA cho Diễn viên mới triển vọng nhất trong bộ phim đầu tay The Hit (1984). Kể từ đó, ông được chú ý nhiều hơn qua các vai diễn trong các bộ phim, như The Cook, the Thief, His Wife & Her Lover (1989), và hai bộ phim năm 1990 Vincent & Theo và Rosencrantz & Guildenstern Are Dead. Roth từng hợp tác với Quentin Tarantino trong Reservoir Dogs (1992), Pulp Fiction (1994), Four Rooms (1995) và The Hateful Eight (2015). Với vai diễn trong Rob Roy (1995), Roth đã giành được Giải BAFTA và được 2 đề cử tại Giải Oscar và Giải Quả cầu vàng.
Tim Roth bắt đầu vai trò đạo diễn từ bộ phim The War Zone (1999). Ông đóng vai Cal Lightman trong loạt phim dài tập Lie to Me (2009–2011) của Fox và Jim Worth/Jack Devlin trong loạt phim Sky Atlantic Tin Star (2017–2020). Đến hiện tại Roth đảm nhận vai Emil Blonsky/Abomination trong thương hiệu Vũ trụ điện ảnh Marvel gồm: The Incredible Hulk (2008), Shang-Chi và huyền thoại Thập Luân (2021) và phim dài tập của Disney+: She-Hulk: Attorney at Law (2022).

## Đầu đời
Tim Roth sinh ngày 14 tháng 5 năm 1961 tại Dulwich, Luân Đôn. Mẹ ông, Ann là một họa sĩ kiêm giáo viên. Cha của ông, Ernie là một nhà báo kiêm họa sĩ, họ sống tại phố Fleet. Cha ông là người gốc Ireland sinh ra ở vịnh Sheepshead, Brooklyn. Mặc dù không phải là người Do Thái nhưng cha của ông đã đổi họ từ "Smith" thành "Roth" trong tiếng Đức/Yiddish vào những năm 1940, như "một hành động đoàn kết chống Đức Quốc xã".
Roth là người sống sót sau vụ lạm dụng tình dục trẻ em do ông của ông thực hiện, người mà Roth tuyên bố đã lạm dụng tình dục mình từ khi còn nhỏ cho đến những năm đầu thiếu niên. Lần đầu tiên ông tiết lộ mình là nạn nhân của lạm dụng tình dục khi họp báo cho bộ phim The War Zone năm 1999 - bộ phim đề cập đến chủ đề loạn luân và bạo lực tình dục trong một gia đình - nhưng Roth từ chối nêu tên hung thủ vào thời điểm đó. Tháng 12 năm 2016, khi trả lời phỏng vấn báo The Guardian, Roth tiết lộ rằng kẻ bạo hành ông chính là ông nội, người cũng đã từng bạo hành cha Roth khi còn nhỏ.
Roth theo học ở Lambeth trước khi chuyển đến Trường Kỹ thuật Croydon do bị bắt nạt. Ông theo học tại trường Strand ở Tulse Hill. Roth từng muốn trở thành một nhà điêu khắc và theo học tại trường Cao đẳng Nghệ thuật Camberwell ở London.

## Sự nghiệp

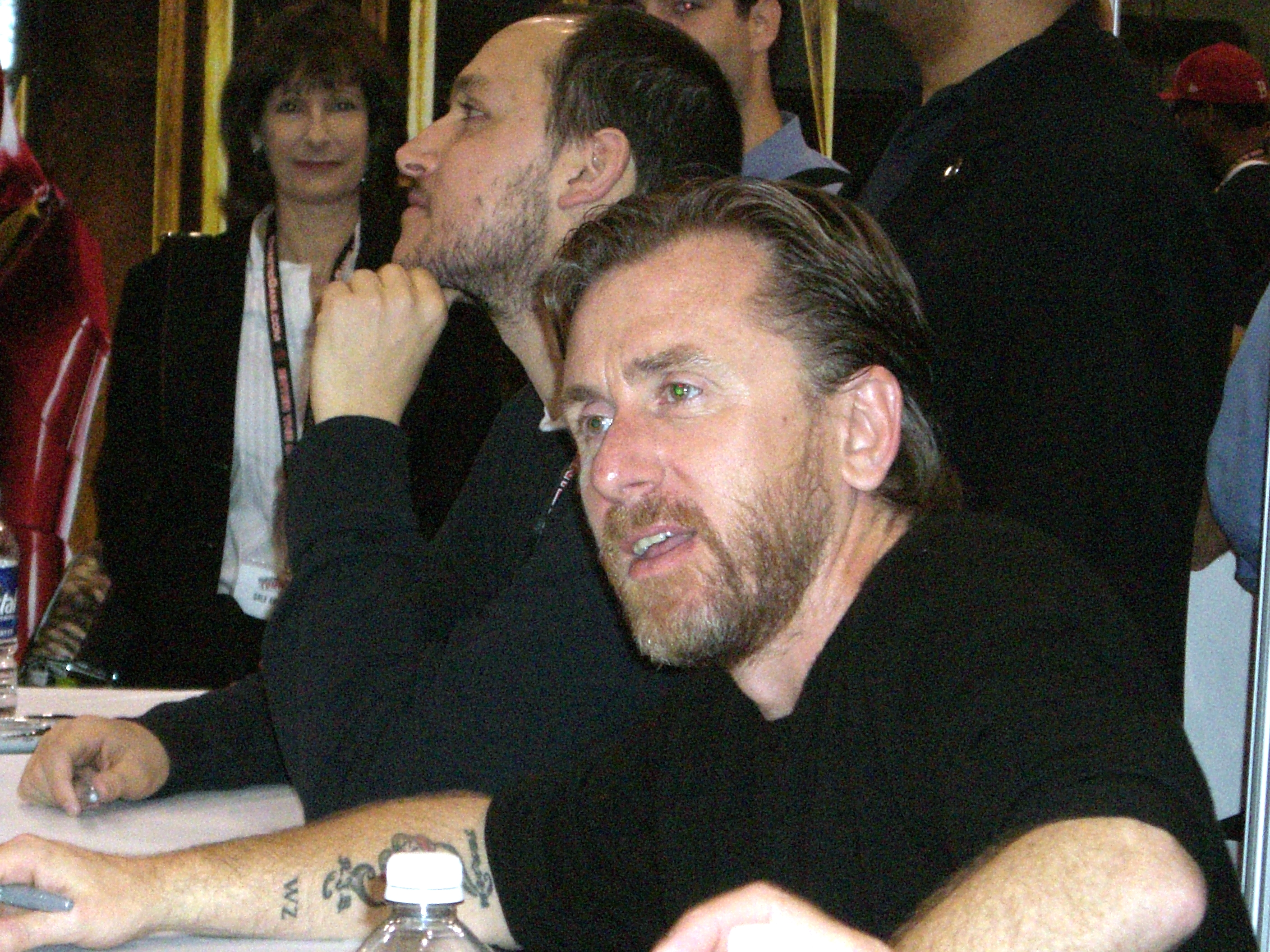
Roth tại buổi ký tặng trong gian hàng Marvel năm 2008

Roth đóng vai chính trong các bộ phim truyền hình vào những năm 1980, bao gồm Made in Britain, Meantime và Murder with Mirrors. Sau khi ra mắt bộ phim The Hit, ông đã giành được Giải Evening Standard Award cho Diễn viên mới triển vọng. Ông đóng vai East End trong phim truyền hình King of the Ghetto. Vào cuối những năm 1980, Tim Roth, Gary Oldman, Colin Firth, Daniel Day-Lewis, Bruce Payne và Paul McGann được mệnh danh là Brit Pack.
Năm 1990, ông đóng vai Vincent van Gogh trong Vincent & Theo, và Guildenstern trong Rosencrantz & Guildenstern Are Dead.
Tim Roth trở thành ngôi sao quốc tế khi hợp tác với Quentin Tarantino trong một số bộ phim, bao gồm Reservoir Dogs, Pulp Fiction và Four Rooms.
Vai Archibald Cunningham trong Rob Roy giúp ông giành được Giải BAFTA cho Nam diễn viên phụ xuất sắc và được đề cử Nam diễn viên phụ xuất sắc tại giải Oscar  và giải Quả cầu vàng. Roth đóng vai chính trong bộ phim Everyone Says I Love You và he Legend of 1900. Ông đóng chung với Tupac Shakur trong bộ phim Gridlock'd. Roth đã thực hiện bộ phim đầu tay của mình là The War Zone, phiên bản điện ảnh chuyển thể từ tiểu thuyết của Alexander Stuart. Năm 2001, anh đóng Tướng Thade, con tinh tinh độc ác trong Planet of the Apes của Tim Burton. Khi được mời tham gia thương hiệu phim Harry Potter, Roth đã từ chối vai Severus Snape.

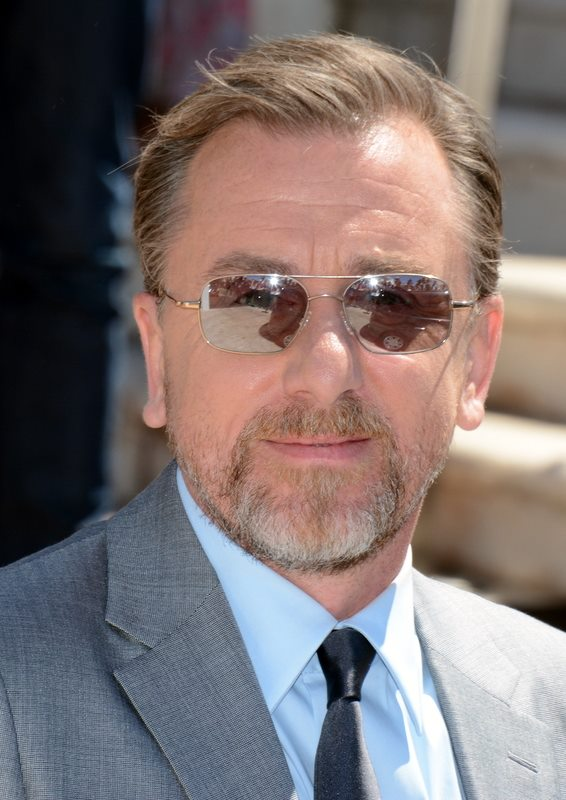
Roth vào năm 2014

Tim Roth đóng vai chính trong bộ phim Youth Without Youth của Francis Ford Coppola, Funny Games của Michael Haneke và đóng vai Emil Blonsky / Abomination, trong The Incredible Hulk. Đạo diễn người Pháp Louis Leterrier là một người hâm mộ các vai diễn của Roth. Leterrier viết trên tạp chí Empire: "Thật tuyệt khi chứng kiến một cậu bé Cockney bình thường trở thành siêu anh hùng!". Roth đóng vai chính Cal Lightman trong bộ phim truyền hình Lie to Me, một chuyên gia về ngôn ngữ cơ thể hỗ trợ các cơ quan luật pháp giải quyết tội phạm. Là một người hâm mộ Monty Python từ khi còn trẻ, Roth đã xuất hiện trong bộ phim tài liệu truyền hình năm 2009, Monty Python: Almost the Truth (Lawyers Cut). Ông  xuất hiện trên bìa album phòng thu năm 2010 của Manic Street Preachers, Postcards from a Young Man.
Năm 2012, ông trở thành chủ tịch ban giám khảo cho hạng mục Un Sure Regard tại Liên hoan phim Cannes 2012. Ông đóng vai Chủ tịch FIFA Sepp Blatter trong United Passions năm 2014, trùng với lễ kỷ niệm 110 năm thành lập FIFA và FIFA World Cup 2014. Roth đóng vai chính trong bộ phim Chronic được phát hành giới hạn vào năm 2016. Anh được nhận giải Tinh thần độc lập cho Nam chính xuất sắc nhất. Roth đóng vai Oswaldo Mobray trong bộ phim viễn Tây The Hateful Eight, và vai bồi bàn trong một phân cảnh bị xóa trong phim Once Upon a Time in Hollywood. Roth trở lại với vai diễn Emil Blonsky/Abomination trong phim Shang-Chi và huyền thoại Thập Luân và loạt phim She-Hulk: Attorney at Law (2022), cả hai đều lấy bối cảnh trong Vũ trụ Điện ảnh Marvel.

## Đời tư
Tim Roth và nữ diễn viên Lori Baker có một con trai, Jack sinh năm 1984. Roth kết hôn với Nikki Butler vào năm 1993. Họ có hai con trai, Hunter và Cormac. Cormac là một nhạc sĩ, qua đời ở tuổi 25 vì bệnh ung thư tế bào mầm năm 2022.
Roth là người ủng hộ Đảng Xanh của Anh và xứ Wales.
Ông từng tán thành Thượng nghị sĩ Bernie Sanders làm Tổng thống trong cuộc bầu cử tổng thống Mỹ năm 2016. Roth đã chỉ trích chiến thắng của Donald Trump khi nói rằng "Tôi ghét Trump. Tôi ghét tất cả những gì ông ấy đại diện. Không bao giờ quên hay tha thứ cho ông ấy vì bất cứ điều gì ông ấy đã nói trên đường tới Nhà Trắng".

## Phim và giải thưởng

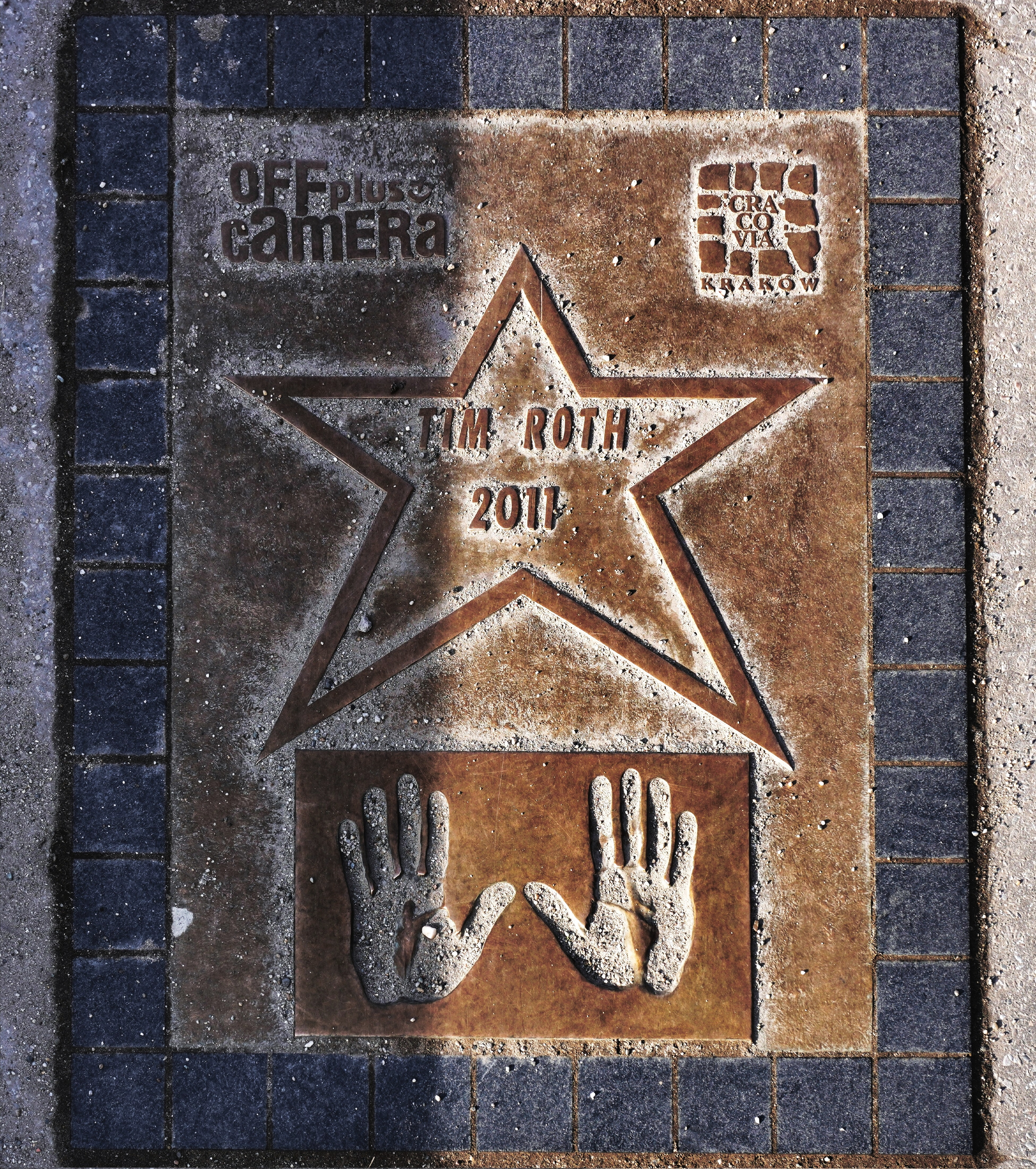
Dấu tay của Tim Roth ở Đại lộ danh vọng Kraków